# Cumuruxatiba
Cumuruxatiba é um distrito do município brasileiro de Prado, no litoral do estado da Bahia. Segundo o censo demográfico de 2022, realizado pelo Instituto Brasileiro de Geografia e Estatística (IBGE), sua população era de 9 278 habitantes e havia 3 063 domicílios particulares permanentes ocupados. Foi criado por lei municipal em 1896.
De acordo com o IBGE, em 2010 a população era de 6 347 habitantes e havia 2 896 domicílios particulares.
Também chamado coloquialmente de "Cumuru", o distrito constitui um relevante destino turístico por causa de suas praias. As águas de seu litoral são calmas e as praias tranquilas, algumas isoladas e cercadas de piscinas naturais e falésias. Seu núcleo urbano é marcado pela rusticidade e poucas construções de frente para o mar, o que favorece o acesso aos pedestres.
O acesso é feito por meio de uma estrada de terra de 32 km a partir do Centro de Prado, caminho marcado por paisagens atrativas ao longo do litoral do município. A 15 km a norte do núcleo urbano de Cumuruxatiba se encontra a Praia da Barra do Cahy, que foi considerada como a "primeira praia do Brasil" no ano 2000, por ocasião das comemorações dos 500 anos do Brasil. Isso se deve a Pedro Álvares Cabral ter feito uma parada de 40 horas na foz do rio Cahy antes de ancorar em Porto Seguro em abril de 1500.

## Etimologia
"Cumuruxatiba" deriva do tupi antigo komixãtyba, "ajuntamento de grumixameiras" (komixã, grumixameira e tyba, ajuntamento). Cumuruxatiba recebeu esse nome pelos índios da tribo Pataxó, devido ao fenômeno que lá ocorre, denominado maré rasante, uma diferença entre a maré alta e baixa. Iniciou suas atividades turísticas a mais de quinze anos, quando a comunidade, formada por cerca de 500 pescadores, cafuzos, mulatos, índios e mamelucos, recebeu os primeiros pontos de energia elétrica.

## Imagens

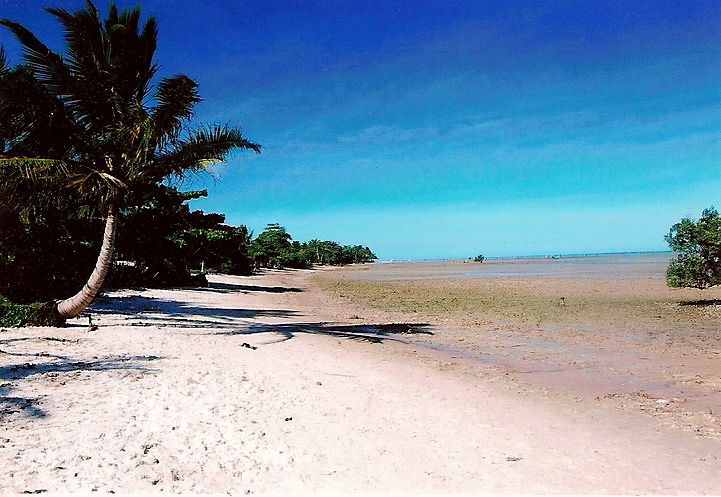
Ponta do Corumbau, em Cumuruxatiba.
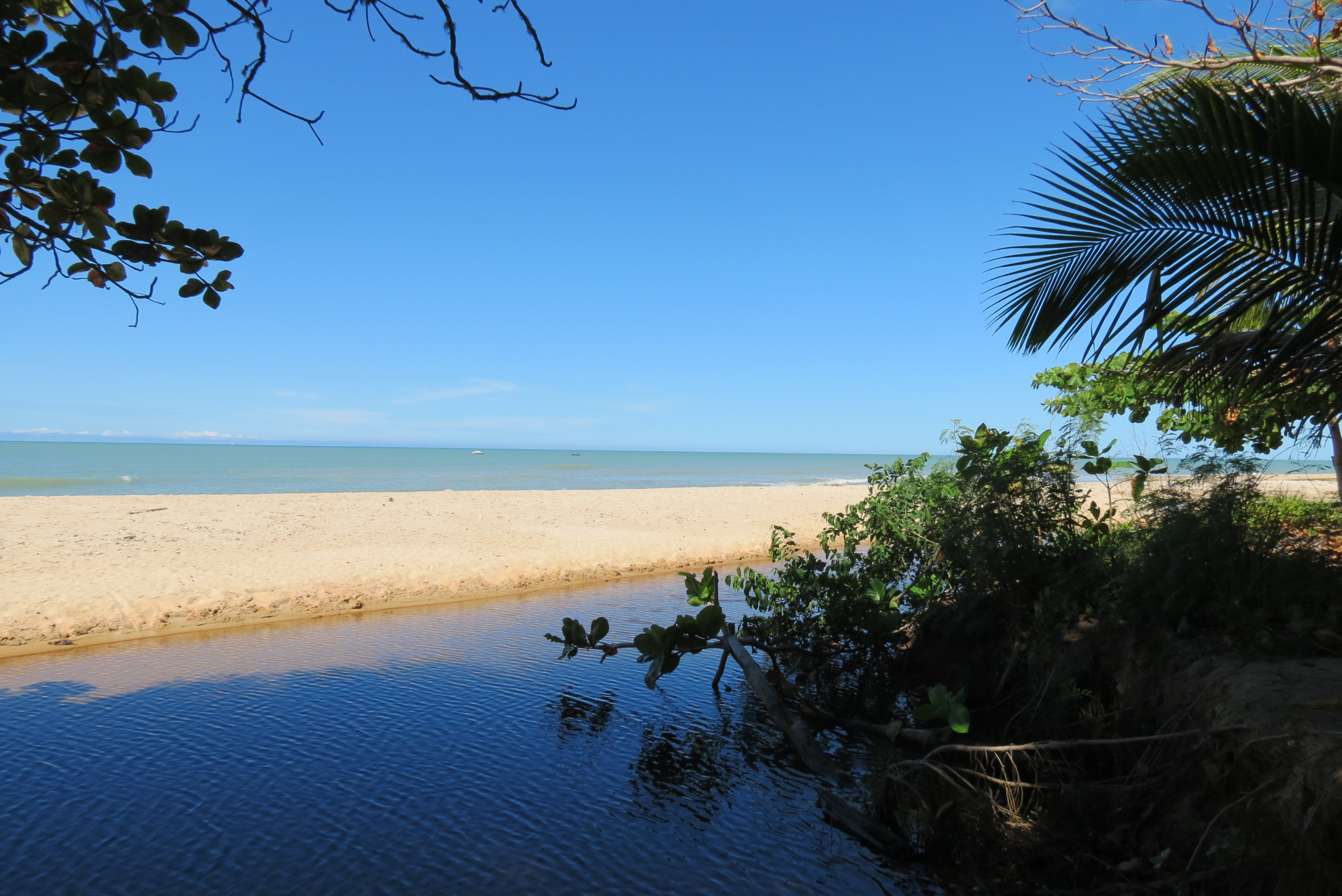
Rio Caí e litoral ao fundo
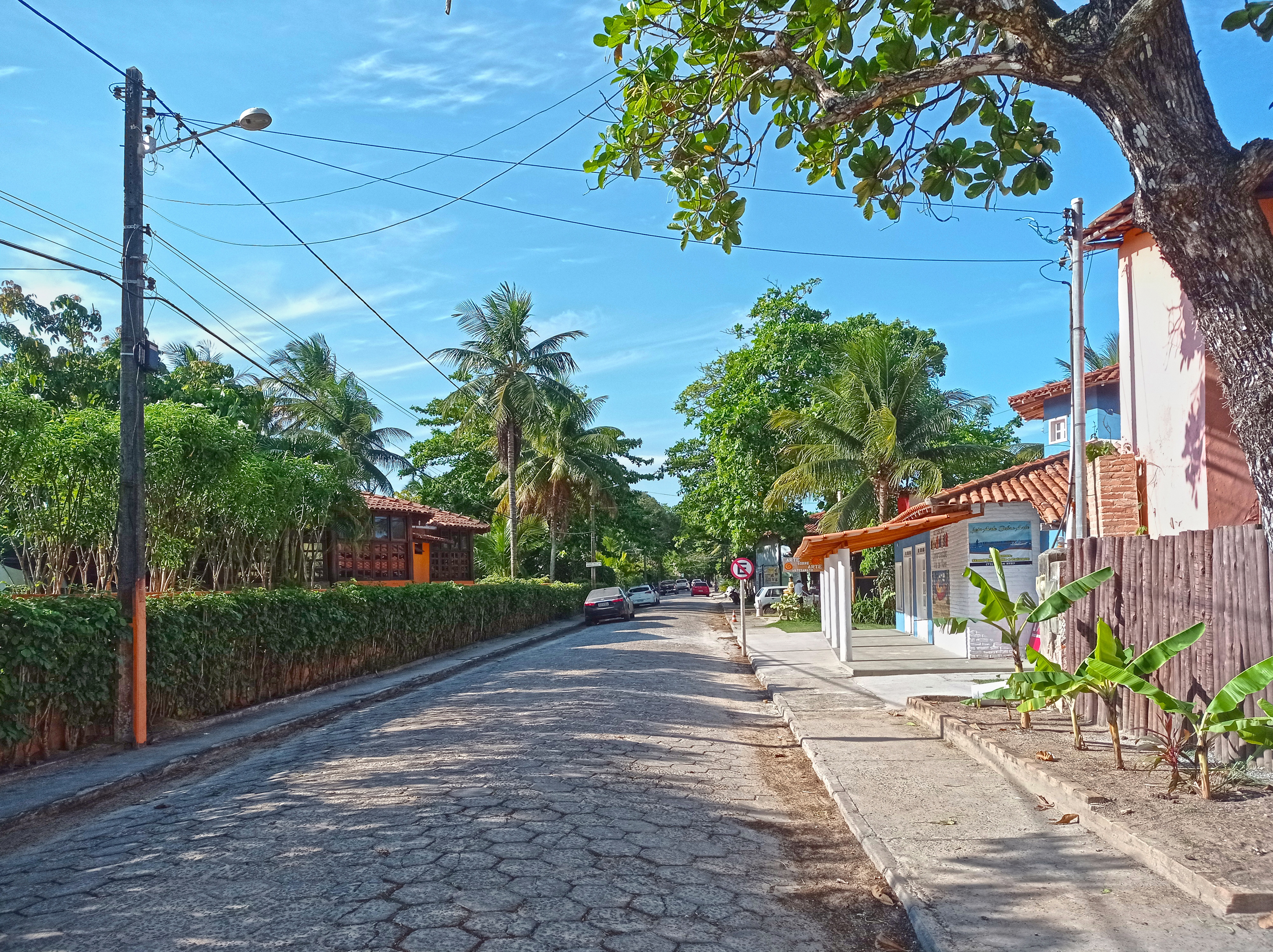
Trecho da Avenida Atlântica